# Soros Fund Management
Soros Fund Management  LLC, est un fonds d'investissement créé par le milliardaire américain George Soros.
Dans la semaine précédant le 16 septembre 1992 (connu comme le « mercredi noir »), les Quantum Funds ont gagné 1,8 milliard de dollars en vendant à découvert des livres sterling et en achetant des deutschmarks. Cette action valut à Soros le titre de « l'homme qui fit sauter la Banque d'Angleterre ».  
Au 30 juin 2009, les actifs de Soros Fund Management s'élevaient à 4,2 milliards d'euros.
Le Soros Fund Management, domicilié aux États-Unis, a changé de statut en 2011 au lendemain de l’adoption par les États-Unis de la loi Dodd Franck Wallstreet Reform And Consumer Protection ayant pour but un plus grand contrôle des marchés financiers et des fonds spéculatifs. Il est alors transformé en family office, statut qui lui permet d'échapper aux obligations de transparence. Bien qu'installé aux États-Unis, le Soros Fund Management est géré par le Quantum Fund, qui lui est domicilié aux îles Caïmans et à Curaçao aux Antilles néerlandaises qui sont des paradis fiscaux,.